# Paul de Groot

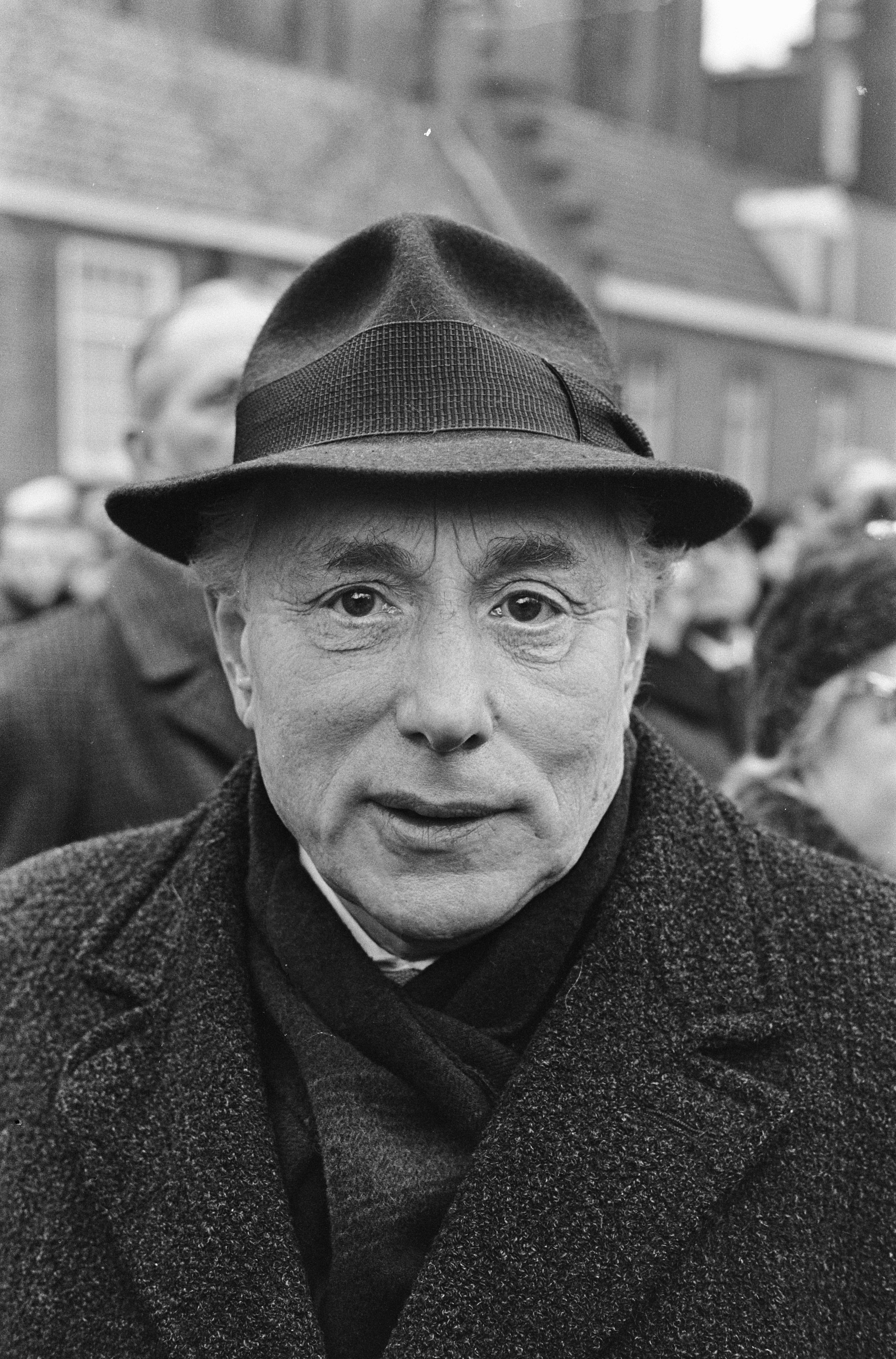
Paul de Groot 1967

Paul de Groot, mit Vornamen eigentlich Saul, (* 19. Juli 1899 in Amsterdam; † 3. August 1986 in Bussum) war ein niederländischer Politiker und langjähriger Parteivorsitzender der Communistische Partij van Nederland. Für die CPN war er mehrere Jahre Mitglied der Zweiten Kammer der Generalstaaten im Parlament der Niederlande.

## Biografie

### Frühe Jahre
De Groot wurde 1899 als Sohn des Amsterdamer Diamantenschleifers Jacob de Groot und dessen Ehefrau Rachel Sealtiel geboren, der Vater war überzeugtes Mitglied der 1894 gegründeten Gewerkschaft der Diamantarbeiter. Die Familie war jüdischen Glaubens, jedoch nicht ausgesprochen religiös. 1901 siedelte die Familie auf der Suche nach Arbeit nach Antwerpen in Belgien über, wo de Groot die französischsprachige Grundschule besuchte. 1912 begann er eine Lehre in einem Diamanten verarbeitenden Betrieb, die jedoch zwei Jahre später auf Grund des ausbrechenden Ersten Weltkriegs unterbrochen wurde. Infolgedessen kehrte die Familie de Groot für einige Jahre in die neutralen Niederlande zurück, wo de Groot bei einem Zigarrenhersteller arbeitete, der ihm die Prinzipien des Sozialismus näher brachte. 1916 zog die Familie erneut nach Antwerpen, wo de Groot erneut als Diamantschleifer tätig wurde. Er schloss sich der örtlichen Gewerkschaft an und wurde Mitglied in der Socialistische Jonge Wacht, einer sozialistischen Jugendorganisation, die sich programmatisch an der Belgischen Arbeiterpartei orientierte. Am 28. Dezember 1920 heiratete er Szajndla Borzykowska, mit der er eine Tochter hatte.
Beeinflusst durch die russische Oktoberrevolution beteiligte sich de Groot unter dem Pseudonym Paul van der Schilde an den damaligen Debatten über die Ausrichtung der belgischen Sozialdemokratie. Er nahm als Delegierter an dem Kongress Teil, der zur Gründung der Vereenigde Kommunistische Partij van België führte und wurde anschließend in die Parteiführung gewählt. Auf Grund seiner Beteiligung an Protesten gegen die Besetzung des Rheinlands wurde er verhaftet und verbrachte einige Monate im Gefängnis, bevor er am 30. März 1923 schließlich aus Belgien ausgewiesen wurde. De Groot fand daraufhin Arbeit in Hanau, das er jedoch im Anschluss an die Niederschlagung eines kommunistisch motivierten Arbeiteraufstands im Oktober 1923 wieder verlassen musste. Einem kurzen Aufenthalt im französischen Saint-Claude folgte 1925 schließlich die Rückkehr in seine Heimatstadt Amsterdam.

### Aufstieg als Parteifunktionär
Wieder zurück in den Niederlanden ließ de Groot seine Parteimitgliedschaft zur Communistische Partij Holland umschreiben. Seinen Lebensunterhalt verdiente er in dieser Zeit bei der bekannten Diamantenfabrik van Boas und engagierte sich beim Algemeene Nederlandsche Diamantbewerkersbond in dem schon sein Vater Mitglied gewesen war. Des Weiteren arbeitete er an der Zeitung Eenheid mit, die sich, unter der Redaktion der späteren Politiker Edo Fimmen und Piet Schmidt, für ein geschlossenes Auftreten aller kommunistischer und sozialdemokratischer Vereinigungen der Niederlande gegen den aufkommenden Faschismus einsetzte. Nach einem schweren Streit über die Gewerkschaftspolitik der Partei verließ de Groot am 26. Februar 1927 die CPH und äußerte sich in Eenheid von nun an teils stark kritisch über die Partei. Nichtsdestotrotz trat er dieser nach dem Verbot der Zeitung im darauffolgenden Jahr erneut bei.
Auf dem Parteikongress vom Februar 1930 wurde die bisherige Führung der CPH auf Druck der Kommunistischen Internationale abgesetzt und unter Cornelis Schalker als Allgemeinem Sekretär des Zentralkomitees neu ausgerichtet. Unter den nun bevorzugten „politisch versierten Arbeitern“ befand sich auch de Groot, der unter Zustimmung der kommunistischen Mutterpartei aus Russland zum Mitglied des Politbüros der Partei gewählt wurde. In dieser neuen Funktion wurde er von seiner bezahlten Arbeit als Diamantarbeiter freigestellt und vorrangig mit Gewerkschaftsarbeit betraut. Des Weiteren erhielt de Groot 1931 die Leitung der neu gegründeten Rode Vakbewegings-Oppositie, eines Interessenverbandes in dem sich Gewerkschaftsmitglieder mit unorganisierten Arbeitern koordinierten, zumeist mit dem Ziel Streiks gegen den Willen der niederländischen Gewerkschaftsvereinigung NVV zu organisieren. Nach einem kurzen Intermezzo als Vertreter der CPH bei der Kommunistische Internationale (Komintern) in Moskau wurde er im April 1938 schließlich zum De-Facto-Vorsitzenden der (inzwischen in Communistische Partij van Nederland umbenannten) Partei ernannt. Diese Entwicklung wurde jedoch zunächst nicht öffentlich bekannt gemacht, bis zum Verbot der Partei im Jahr 1940 behielt daher offiziell de Groots Vorgänger Ko Beuzemaker den Vorsitz. Kurz darauf folgte auch die Ernennung zum Hauptredakteur der Parteizeitung Het Volksdagblad. In dieser Funktion richtete er seine Politik zumeist an den Vorgaben des sowjetisch dominierten Komintern aus, so bemühte er sich selbst den 1939 geschlossenen Nichtangriffspakt der Sowjetunion mit Nazideutschland in einem positiven Licht darzustellen.

### Zweiter Weltkrieg
Nach der Kapitulation der Niederlande und dem Beginn der deutschen Besatzung im Mai 1940 musste de Groot als Kommunist jüdischer Abstammung mit der Verfolgung seiner Person rechnen. Daher hoffte er zunächst darauf, mit Hilfe seiner Kontakte bei der Komintern in die Sowjetunion flüchten zu können. Dieses Anliegen wurde jedoch aus Russland abgelehnt, stattdessen sollte er in den Niederlanden bleiben und den dortigen Widerstand organisieren helfen. Zu Beginn der Besatzungszeit versuchte de Groot noch, eine zurückhaltend entgegenkommende Haltung gegenüber den Deutschen zu propagieren, da er durch den Hitler-Stalin-Pakt noch hoffte, dass die CPN legal bleiben könne. So bezeichnete er in der letzten legalen Ausgabe von Het Volksdagblad den englischen Imperialismus und die niederländische Bourgeoisie als Auslöser für den deutschen Angriff.
Dennoch wurde die CPN bald darauf verboten, woraufhin de Groot gemeinsam mit Lou Jansen und Jan Dieters die CPN aus dem Untergrund leitete. Zu Beginn der Besatzungszeit leistete die CPN einen nicht zu vernachlässigenden Beitrag zum niederländischen Widerstand, so beanspruchte sie zum Beispiel die Auslösung des Februarstreiks im Jahr 1941 für sich. Dabei handelte es sich um die erste größere Widerstandsaktion gegen die Verfolgung der niederländischen Juden. Des Weiteren brachte sie die Zeitung De Waarheid als Nachfolger von Het Volksdagblad heraus. Bis zum Beginn des deutschen Überfalls auf die Sowjetunion vertrat de Groot den Standpunkt, dass eine englische Dominanz für die Niederlande ebenso schädlich wie die Deutsche Besatzung sei. Außerdem kritisierte er in De Waarheid regelmäßig die Exilregierung unter Pieter Sjoerds Gerbrandy.
Am 15. Oktober 1942 wurden de Groots Frau und Tochter bei einer Hausdurchsuchung im Versteck der Familie im gelderländischen Gorssel aufgespürt und in das Durchgangslager Westerbork verbracht. De Groot selber konnte entkommen. Die beiden Frauen wurden kurz darauf in das Vernichtungslager Auschwitz deportiert und dort am 3. November 1942 ermordet. Im Anschluss an die Ereignisse setzte de Groot seine Untergrundarbeit nur noch kurzzeitig fort. Nach der Gefangennahme seiner Mitstreiter Jansen und Dieters und einer erneuten knappen Flucht seiner selbst, stellte er seine Aktivitäten im April 1943 vollständig ein und tauchte für den Rest des Krieges in Zwolle unter.

### Nachkriegszeit

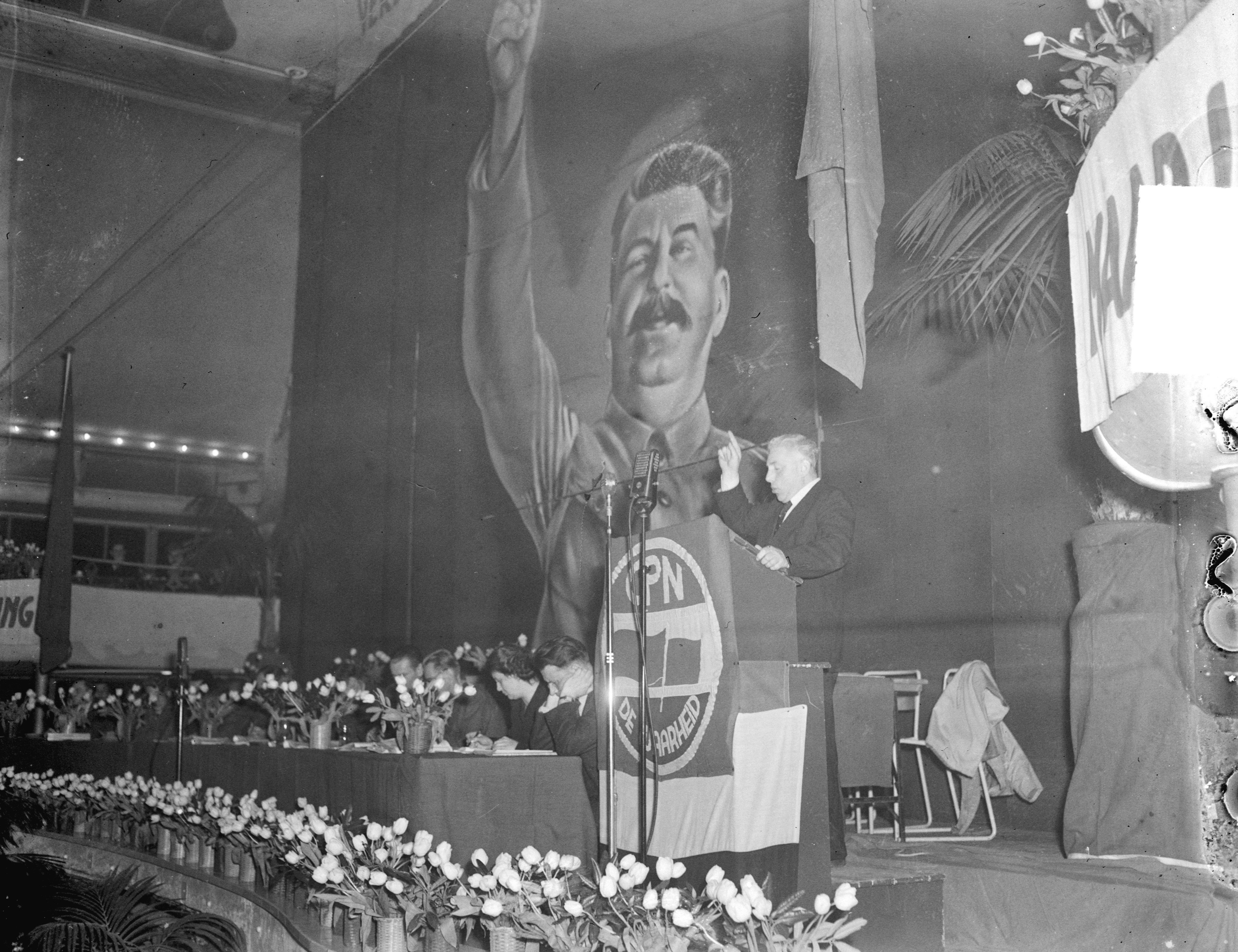
De Groot als Redner auf dem Parteikongress der CPN (26. Februar 1950)

Nach dem Ende des Zweiten Weltkriegs widmete sich de Groot erneut der Politik. Zunächst erhielt er im April 1945 erneut die Position als Hauptredakteur der De Waarheid in der Region Twente. In der ersten Zeit nach Kriegsende galt de Groot wegen seines Untertauchens 1943 als umstritten. Sein anfänglicher Widerstand gegen eine schnelle Wiederaufrichtung der CPN in ihrer ursprünglichen Form brachte ihn in Konflikt zu anderen kommunistischen Führern wie Wim van Exter, der die CPN bereits 1944 im damals schon befreiten Süden der Niederlande neu gegründet hatte. Dennoch wurde de Groot erneut in die Partei aufgenommen und schaffte es, sich bereits im Juli 1945 erneut zum Allgemeinen Sekretär der CPN wählen zu lassen. Des Weiteren erlangte er im November 1945 einen Sitz in der Zweiten Kammer des niederländischen Parlaments.
De Groots Politik orientierte sich in dieser Zeit noch immer stark an den Vorgaben aus Moskau, zeitlebens galt er als überzeugter Stalinist. Auch nach dem Beginn der Entstalinisierung in der Sowjetunion gehörte er zu den letzten internationalen Verteidigern des Diktators und ging entsprechend entschlossen gegen Kritiker der Parteilinie innerhalb der CPN vor. Für Unfrieden und Verwirrung innerhalb seiner Partei sorgten auch seine teils konträren Aussagen zum Indonesischen Unabhängigkeitskrieg. So sprach sich de Groot im Parlament und in De Waarheid einerseits entschieden gegen die Entsendung niederländischer Truppen in die nach Unabhängigkeit strebende Kolonie aus. Andererseits forderte er junge Kommunisten dazu auf, mit der niederländischen Armee nach Indonesien zu gehen und dort Propaganda für die Unabhängigkeit des Landes zu betreiben.
Hatte die CPN in den ersten Wahlen nach Kriegsende noch erheblich von ihrer Popularität als Widerstandsorganisation gegen die Besatzung profitiert, verlor die Partei während des nun aufkommenden Kalten Krieges viele ihrer Anhänger. Schuld daran hatte nicht zuletzt de Groot, der der Parteipolitik stark seinen persönlichen Stempel aufdrückte und auch nicht davor zurückschreckte, ehemalige Weggefährten zu diskreditieren, wenn sie seinen kompromisslos pro-sowjetischen und pro-stalinistischen Kurs kritisierten. Besonders unpopulär unter den Niederländern war die fehlende Kritik de Groots und der CPN an der sowjetischen Niederschlagung des ungarischen Volksaufstands von 1956. Dies führte zum Verlust vieler Wählerstimmen, bei den Parlamentswahlen von 1959 kam die Partei nur noch auf drei Sitze. Dennoch hielt de Groot an seiner Ausrichtung fest: Noch im Jahr 1970 bezeichnete er den Prozess der Entstalinisierung in der Sowjetunion als „Revisionismus“.

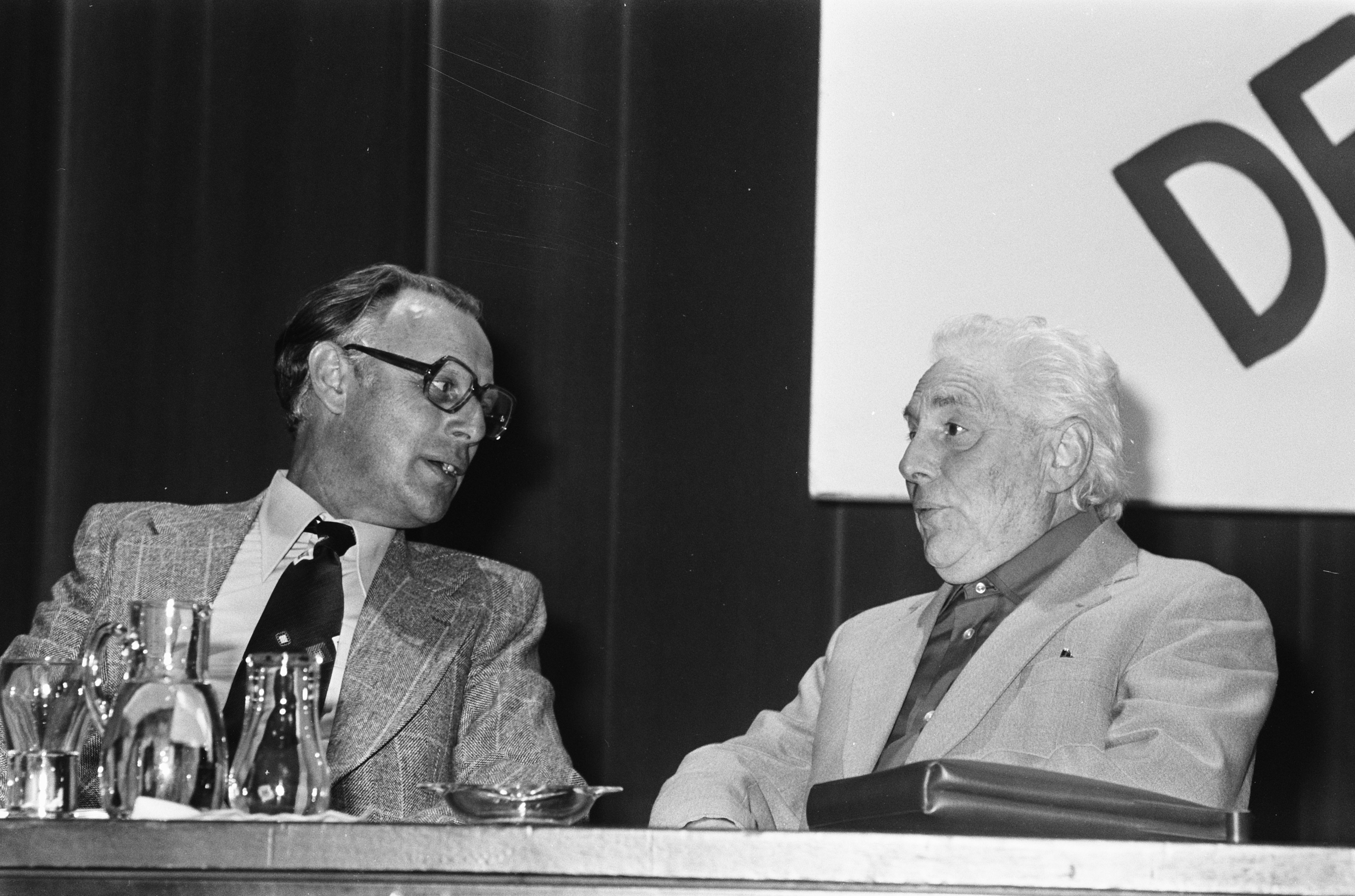
De Groot (rechts) mit dem damaligen CPN-Vorsitzenden Henk Hoekstra am 6. Juni 1975

Bereits 1962 legte de Groot sein Amt als Allgemeiner Sekretär der CPN aus Gesundheitsgründen nieder und ließ sich stattdessen zum Parteivorsitzenden wählen, eine Position, die er als weniger arbeitsintensiv empfand. Vier Jahre später folgte auch die Niederlegung seines Mandats für die Zweite Kammer des Parlaments. 1968 gab er auch den Parteivorsitz wieder auf und wurde daraufhin zum Ehrenmitglied des Politbüros ernannt. An seinem Einfluss auf die Parteibelange änderte die offizielle Aufgabe seiner Ämter wenig. So war er immer noch an maßgeblichen Entscheidungen wie der Positionierung der CPN im Streit zwischen der Sowjetunion und China beteiligt, die einige Zeit lang zu einem ausgesprochen anti-russischen Kurs und der internationalen Isolierung der CPN führte.

### Machtverlust und Pensionierung
Das Ende von de Groots politischer Karriere läuteten die Parlamentswahlen von 1977 ein, bei denen die CPN eine schwere Niederlage einstecken musste. Von den vorher sieben Sitzen konnten lediglich zwei gehalten werden. Als Reaktion hierauf verfasste de Groot einen Artikel in De Waarheid, in dem er die Niederlage der „Verbürgerlichung“ der Partei zuschrieb und den Rücktritt des gesamten Politbüros forderte. Daraufhin stellte sich das Politbüro geschlossen gegen ihn und entzog ihm auf dem Parteitag 1978 die Ehrenmitgliedschaft. Dies stellte das Ende seiner politischen Laufbahn dar.
De Groot lebte im Anschluss für den Rest seines Lebens zurückgezogen und lehnte die meisten Interviewanfragen ab. Er verstarb am 3. August 1986 im nordholländischen Bussum.